# Катастрофа Boeing 707 в Нью-Йорке
Катастрофа Boeing 707 в Нью-Йорке — крупная авиационная катастрофа, произошедшая в четверг 1 марта 1962 года. Авиалайнер Boeing 707-123B авиакомпании American Airlines выполнял пассажирский рейс AA001 по маршруту Нью-Йорк — Лос-Анджелес, но через 1 минуту 30 секунд после взлёта начал быстро крениться влево, вошёл в штопор и в 10:08 рухнул в бухту Джамейка и разбился. Погибли все находившиеся на его борту 95 человек — 87 пассажиров и 8 членов экипажа. 
На тот момент это была крупнейшая в стране катастрофа отдельного самолёта.

## Самолёт
Boeing 707-123 с заводским номером 17633 и серийным 12 был выпущен компанией Boeing 25 января 1959 года. Авиалайнер получил бортовой номер N7506A и был передан заказчику — авиакомпании American Airlines, в которую поступил 12 февраля и где получил лётный номер 506 (шестой Boeing 707 в авиакомпании) и имя Flagship District of Columbia. 3 марта 1961 года борт N7506A прошёл модернизацию, в ходе которой все четыре турбореактивных двигателя Pratt & Whitney JT3C были заменены на более экономичные турбовентиляторные Pratt & Whitney JT3D. Следующая модернизация, в ходе которой были установлены уже двигатели модели Pratt & Whitney JT3D-1-MC6 с силой тяги по 17 тысяч фунтов каждый, была завершена 8 февраля 1962 года. Последний периодический ремонт лайнер проходил 18 января 1962 года, когда его наработка составляла 7922 лётных часа. На 1 марта наработка борта N7506A составляла 8147 лётных часов. Из замечаний по самолёту за последнее время была только неправильная установка подвески качалки привода спойлера на правом крыле, но 25 февраля 1962 года, то есть за 3 дня до происшествия, это замечание было исправлено.
Вечером 28 февраля борт N7506A, выполняя пассажирский рейс AA2098, вылетел из Талсы (Оклахома) и уже 1 марта в 00:07 приземлился в Нью-Йорке в аэропорту Айдлуайлд. У выполнявшего данный рейс экипажа при этом по самолёту не было никаких замечаний.

## Экипаж
Экипаж состоял из трёх пилотов (включая сменного второго пилота), бортинженера и четырёх стюардесс:
- Командир воздушного судна — Джеймс Т. Хейст (англ. James T. Heist). 56 лет, в авиакомпании с 1 мая 1940 года, пилот 1-го класса. 1 апреля 1960 года был квалифицирован на B-707, а 25 апреля того же года был квалифицирован на линейного пилота данного типа самолётов. Общий лётный опыт около 18 300 часов, в том числе около 1600 часов на B-707[10][7].
- Второй пилот — Майкл Барна-младший (англ. Michael Barna, Jr.). 35 лет, в авиакомпании с 12 января 1953 года, пилот 1-го класса. Был квалифицирован для полётов на DC-6 и DC-7, а 30 сентября 1959 года был квалифицирован на второго пилота B-707. Общий лётный опыт около 4800 часов, в том числе около 900 часов на B-707[10][7].
- Сменный второй пилот — Роберт Дж. Пекор (англ. Robert J. Pecor). 32 года, в авиакомпании с 23 апреля 1957 года, пилот 1-го класса. Был также квалифицирован для полётов на DC-6. Общий лётный опыт около 3400 часов, в том числе 1716 часов на B-707[10].
- Бортинженер — Роберт Дж. Кам (англ. Robert J. Cam). 32 года, в авиакомпании с 16 июня 1952 года, бортинженер 2-го класса. Общий лётный опыт около 7500 часов, в том числе около 2000 часов на B-707[6].
- Стюардессы[6]:
  - Ширли Грабоу (англ. Shirley Grabow). 28 лет, в авиакомпании с 7 декабря 1960 года.
  - Лоис Келли (англ. Lois Kelly). 24 года, в авиакомпании с 23 февраля 1961 года.
  - Бэтти Мур (англ. Betty Moore). 22 года, в авиакомпании с 17 ноября 1959 года.
  - Розалина Стюарт (англ. Rosalind Stewart). 20 лет, в авиакомпании с 12 сентября 1961 года.

Экипаж 27 февраля вылетел из Лос-Анджелеса на Boeing 720B, выполняя рейс AA36 компании American Airlines, и 28 февраля в 06:08 приземлился в Бостоне. Стоянка в Бостоне составила 25 часов, после чего также на Boeing 720B и уже выполняя рейс 117, экипаж 1 марта в 07:20 вылетел в Нью-Йорк, а в 08:13 прибыл в аэропорт Айдлуайлд.

## Катастрофа
Авиалайнеру предстояло выполнить регулярный беспересадочный пассажирский рейс 1 (AA001) в Лос-Анджелес (Калифорния), время вылета — 09:45. Но стоянка задержалась, так как потребовалась замена радиопередатчика, УКВ-приёмника и авторегулятора давления воздуха в кабине. Помимо этого, при проверке на входных направляющих аппаратах обоих левых двигателей обнаружили трещины, которые были устранены, а на двигателе № 3 (правый внутренний) был заменён датчик масла. После проведённого технического обслуживания борт N7506A был допущен к полёту. Экипаж командира Хейста имел небольшую продолжительность работы, поэтому он был поставлен для выполнения данного рейса. На борту находились 8 членов экипажа и 87 пассажиров. Взлётная масса авиалайнера составляла 247 тысяч фунтов (111 тонн) при центровке 24,4 % САХ, что находилась в пределах допустимого. Для такой массы экипаж определил следующие значения скоростей: принятия решения (V1) — 136 узлов, подъёма носовой стойки (VR) — 144 узла, скорость отрыва (V2) — 157 узлов. После выполнения взлёта экипаж должен был разогнать самолёт до скорости 177 узлов (V2+20), убрать закрылки до 20°, затем перед манёвром разогнаться до 187 узлов (V2+30), а на высоте 2000 футов и при скорости 207 узлов (V2+50) полностью убрать закрылки, после чего уже разогнаться до нормальной скорости полёта — 300 узлов. Погода в это время была хорошей: разрозненные облака высотой 15 тысяч футов (4,6 км), тихо, температура воздуха 30° F (-1° C), видимость 15 миль. Также, согласно показаниям бортовых самописцев и показаний пилотов других самолётов, в воздухе была небольшая турбулентность, вызванная возмущениями от других самолётов.
После завершения регистрации и посадки пассажиров, а также необходимых проверок, в 09:54 рейсу 1 было дано разрешение следовать к полосе 31 левая, а в 10:02 — разрешение на полёт по приборам в Лос-Анджелес, при этом экипажу было дано указание после взлёта сперва занять курс 290° и снизить шум двигателей. В 10:05:05 находясь на предварительном старте, экипаж связался с диспетчерской вышкой и доложил, что они готовы к взлёту, на что тут же получил разрешение на взлёт. Лайнер вырулил на полосу и занял позицию на исполнительном старте, а в 10:06:29 начал разбег. Через 22 секунды (10:06:51) диспетчер посоветовал начать поднимать переднюю стойку, что экипаж подтвердил через секунду. Примерно в 10:07 (согласно записи диспетчера) и через 33 секунды с начала разгона, на скорости 157 узлов и с выпущенными на 30° закрылками «Боинг» с 95 людьми на борту оторвался от полосы 31L в районе рулёжной дорожки «M» (5000 футов [1,5 км] от начального торца). Согласно показаниям авиадиспетчеров, взлёт выглядел нормальным. В 10:07:37 пролетая на высоте 100 футов (30 метров) над рулёжной дорожкой AA (8000 футов [2,4 км] от начального торца), авиалайнер начал выполнять левый доворот и через пять секунд занял курс 290°. В 10:07:48 диспетчер аэропорта дал указание рейсу 1 переходить на частоту 123,9 для связи с диспетчером выхода, что было подтверждено.В 10:07:54 экипаж начал выполнять второй левый поворот, при этом снизив мощность двигателей для уменьшения шума. Затем в 10:08:01 была установлена связь с диспетчером выхода, который дал указание продолжать левый поворот до курса 140° и доложить занятие высоты 2000 футов (610 метров). Экипаж подтвердил получение информации в 10:08:09, что стало последним радиосообщением с самолёта. Согласно показаниям на мониторе радиолокатора, рейс 1 выполнял нормальный левый поворот без каких-либо заметных отклонений. Диспетчер как положено передал пеленг, однако ответа не последовало, а засветка рейса пропала с экрана радиолокатора. При прослушивании записей радиопереговоров было обнаружено, что в 10:08:23 в эфире раздался длящийся секунду сигнал передатчика. Как позже было установлено, он был подан с борта N7506A.
Достигнув высоты 800 футов (243 метра), самолёт начал выполнять левый поворот, который, согласно показаниям очевидцев, поначалу проходил вполне нормально. Выполнение данного поворота позволяло решить сразу две задачи: избежать пролёта над густонаселёнными районами, а также уйти от воздушного коридора, по которому выполнялся заход на посадку в аэропорту Ла Гуардия. Помимо этого, в процессе поворота экипаж выполнил процедуры по снижению шума двигателей. На момент выхода на связь с диспетчером выхода (10:08:01) «Боинг» следовал на высоте 920 футов со скоростью 192 узла по курсу 275° и левым креном 22°. Самолёт в это время попал в небольшую турбулентность и всего через шесть секунд (10:08:07), когда было дано указание продолжать левый поворот, левый крен увеличился до 35°, при этом курс уже был 250°, а скорость — 198 узлов. Однако далее левый крен начал только возрастать, причём вращение лайнера вокруг продольной оси проходило всё быстрее. В 10:08:30 рейс 1 на скорости 230 узлов достиг максимальной зарегистрированной высоты — 2000 футов, а всего через секунду его крен достиг 90°, то есть крыло заняло вертикальное положение. Подъёмная сила упала до нуля, после чего «Боинг», перевернувшись, помчался вниз.
В 10:08:49 под углом 78° и с курсом 300° борт N7506A на скорости 200 узлов врезался в мелководье и полностью разрушился, а через несколько минут его обломки загорелись. Катастрофа произошла в проливе Пампкин-Патч бухты Джамейка во время отлива и в 3 морских милях (5,55 км) от диспетчерской вышки аэропорта Айдлуайлд. На месте падения образовалась воронка 130 футов (40 метров) в диаметре и 8—10 футов (2,5—3 метра) глубиной. Все 95 человек на борту погибли. На тот момент это была крупнейшая катастрофа отдельного самолёта в стране (до катастрофы близ Джуно в 1971 году) и с участием Boeing 707 (до катастрофы в Париже в том же 1962 году).

## Расследование
На месте катастрофы были начаты поиск и сбор обломков, которые доставляли в специально выделенный ангар, где производилась реконструкция самолёта для более детального изучения. Когда основные обломки были извлечены, началось прочёсывание ила граблями на предмет наличия мелких обломков. Работы продлились три-четыре недели и были значительно затруднены высокими приливами и плохими погодными условиями. Для работ также использовали гидравлический экскаватор, а выкорчеванные им куски проверяли рентгеновским излучением. Изучение электросистемы не обнаружило признаков короткого замыкания, электрической дуги или броска напряжения. При этом изучение различного оборудования показало, что до последнего момента электропитание на самолёте сохранялось. Гидросистема была повреждена огнём, но и оставшейся части хватило, чтобы установить, что её отказов до столкновения не было, а давление рабочей жидкости было нормальным. Из экспертизы обломков были сделаны следующие выводы:
1. Шасси были полностью убраны.
2. Все закрылки были полностью убраны.
3. Гидросистема функционировала вплоть до момента удара.
4. Отсутствуют признаки, что в полёте были повреждены или отказали двигатели.
5. Не найдено никаких доказательств, что в полёте произошёл пожар, взрыв, усталостное разрушение или разрушение из-за перегрузок.
6. Отсутствуют признаки короткого замыкания, электрической дуги или перегрузки в электросети самолёта.
7. Нет никаких признаков, что перед катастрофой были нарушения в работе сервоприводов элеронов, горизонтального стабилизатора или рулей высоты.

Одной из первых рассматривалась версия о физической недееспособности экипажа. Однако экспертиза мягких тканей членов лётного экипажа не обнаружила признаков отравления токсичными газами, алкоголем или наркотическими веществами. Сильные повреждения тел не позволили провести более тщательную экспертизу, которая полностью бы опровергла версию о недееспособности экипажа. Но даже если бы оба пилота потеряли сознание, что уже маловероятно, то в кабине находились ещё третий пилот и бортинженер, которые сумели бы взять управление самолётом и предотвратить падение. Анализ записи радиопереговоров в 10:08:09 не обнаружил на ней никаких признаков, что кто-то из экипажа потерял дееспособность. Данные бортового самописца в период с 10:08:12 по 10:08:30 показали, что рост крена проходил со всё увеличивающейся скоростью. Если бы кто-то из пилотов потерял возможность управлять лайнером, то за эти 18 секунд кто-то из остальных трёх людей в кабине мог бы исправить ситуацию. На основании этих данных версия о недееспособности экипажа была отклонена.
Следующей рассматривалась версия о падении тяги двигателей. Сами двигатели были значительно повреждены, но осмотр и экспертиза обломков не выявили никаких признаков, что были отклонения в работе двигателей до удара, так как полученные повреждения были характерными для врезавшегося в землю носом вниз лайнера, а частота вращения турбин в этот момент составляла 60 % от номинала. Данные бортовых самописцев свидетельствовали, что было некоторое снижение режима двигателей близ максимальной вершины траектории полёта, а также наиболее вероятно, что к концу падения режим двигателей был ещё больше уменьшен. Проведённый в авиакомпании American Airlines анализ расхода топлива, а также лётные испытания в компании Boeing показали, что режим работы двигателей был максимальным вплоть до 10:08:14, после где-то до 10:08:28 он был снижен до примерно 50 %. Нельзя установить точно, было ли это снижение намеренным или всё-таки случайным, однако даже если бы на одном из левых двигателей полностью пропала тяга, то это не могло лишить пилотов возможности контролировать самолёт. К потере управления в этом случае мог привести отказ сразу обоих левых двигателей, однако это настолько маловероятно, что версия об отказе двигателей была отклонена комиссией. Это, однако, не исключает вероятности того, что экипаж намеренно снизил тягу двигателе в попытке восстановить контроль над машиной.
Рассматривая версию о сбое в работе боковой системы управления, комиссия при изучении обломков не обнаружила явных доказательств этого варианта. Но при этом многие важные детали, особенно на левой плоскости крыла, оказались разрушены или расплавлены, что могло означать отказ одной из этих деталей. Также при проверке данной версии была обнаружена важная улика — следы, появившиеся на контрольных кабелях секторов элеронов, соответствовали отклонению правого внутреннего элерона вверх на 10°, а левого внутреннего элерона — вниз на 10°. Штурвалы пилотов были обнаружены почти полностью отклонёнными вправо, то есть на выход из левого крена. Секции 5 и 6 правых спойлеров были отклонены на 28° и 31°, а правый внешний элерон — до 40°. Для скорости 200 узлов, которая была в момент удара (согласно данным бортовых самописцев), при полном отклонении штурвалов вправо, система управления при нормальной работе должна была отклонить правый внутренний элерон до 20°, а внешний — до 40°, не используя при этом интерцепторы. Изучение сохранившихся восьми приводов и четырёх клапанов системы управления спойлерами не выявили признаков отказа, то есть механизация правого крыла была рабочей вплоть до момента столкновения с землёй. Признаков отказа горизонтального стабилизатора найдено не было. Киль при ударе отлетел в сторону, но его изучение показало, что до столкновения с землёй структурная целостность не была нарушена.
Более детальный осмотр электрических механизмов, расположенных в вертикальном хвостовом оперении, позволил определить причину роста левого крена — руль направления был отклонён влево. Согласно положению рулевой машинки, отклонение руля направления составляло 17,5°. Согласно положению поршня гидроусилителя, отклонение достигало 9—10°. При скорости 200 узлов для создания такого отклонения на левую педаль должно было бы прилагаться усилие не менее 200 фунтов (около 90 кг).

### Причины
Вероятной причиной катастрофы было названо нарушение в работе системы управления рулём направления, что последовательно привело к рысканию, скольжению и крену, после чего самолёт потерял управление, а действия экипажа по исправлению ситуации оказались неэффективными.

## Влияние
В Нью-Йорке в тот день проходил парад в честь посетившего город Джона Гленна — первого американского астронавта, совершившего орбитальный полёт (по международной классификации считается первым американцем, побывавшим в космосе). Произошедшая в 10 часов утра авиакатастрофа значительно сбила радостное настроение горожан.
Катастрофа рейса 1 играет ключевую роль во второй серии второго сезона телесериала «Безумцы», при этом среди пассажиров оказывается отец одного из героев.

### Комментарии
1. ↑  Здесь и далее указано Североамериканское восточное время
2. ↑  Согласно действующим на тот момент инструкциям, самолёты, следуя по курсу 290°, должны были набрать высоту не менее 3000 футов (914 метров), прежде чем начать поворот, так как в этом случае доходящий до земли шум от самолёта будет ниже, тем более что для манёвров скорость должна быть на 10 узлов выше, чем для полётов по прямой. С 25 декабря 1962 года минимальная высота начала манёвров для взлётающих с полосы 31L реактивных самолётов была увеличена[уточнить] до 1000 футов (305 метров)
3. ↑  Всего за 14 месяцев до этого в Нью-Йорке DC-8 компании United врезался в воздухе в Super Constellation, а затем упал на жилые дома
4. ↑  Из-за такого положения самолёта запись на фольгу бортового самописца уже не осуществлялась